# Sphenomorphus striatopunctatum
Sphenomorphus striatopunctatum este o specie de șopârle din genul Sphenomorphus, familia Scincidae, descrisă de Boulenger 1907.
Este endemică în Sri Lanka. Conform Catalogue of Life specia Sphenomorphus striatopunctatum nu are subspecii cunoscute.